# Malvillers
Malvillers är en kommun i departementet Haute-Saône i regionen Bourgogne-Franche-Comté i östra Frankrike. Kommunen ligger i kantonen Vitrey-sur-Mance som tillhör arrondissementet Vesoul. År 2022 hade Malvillers 67 invånare.

## Befolkningsutveckling
Antalet invånare i kommunen Malvillers
| Referens: INSEE |